# Il bacio della morte (film 1995)
Il bacio della morte (Kiss of Death) è un film del 1995 diretto da Barbet Schroeder. È un rifacimento di Il bacio della morte del 1947.
Fu presentato fuori concorso al 48º Festival di Cannes.

## Trama
Appena uscito di galera, Jimmy Kilmartin viene convinto dal cugino Ronnie a rubare delle automobili, ma viene coinvolto in uno scontro a fuoco con la polizia. Viene arrestato e diventa un informatore della polizia, facendo i nomi di tutti i coinvolti tranne quello di suo cugino. Il boss Little Junior Brown, credendo che sia stato Ronnie, lo uccide. Jimmy viene rimesso in libertà, va nel locale di Little Junior e quando crede di essere sopraffatto arriva l'agente Calvin Hart, preavvisato, che lo arresta incastrandolo con la registrazione di Jimmy. Con l'incarcerazione di Little Junior, Jimmy può considerarsi temporaneamente al sicuro.